# Џоди Бенсон
Џоди Бенсон (енгл. Jodie Marie Marzorati; Рокфорд, 10. октобар 1961) је америчка телевизијска, филмска и гласовна глумица и певачица. Најпознатија је по томе што је позајмила глас Аријел, главној јунакињи Дизнијевог анимираног филма „Мала сирена” из 1989. године, а касније је ту улогу поновила у његова два наставка, у ТВ серијама „Мала сирена” и „Софија Прва”, као и у филму „Ралф разбија интернет: Разбијач Ралф 2”. Позната је и као Барби из награђиваних Дизнијевих филмова „Прича о играчкама 2” и „Прича о играчкама 3”. За своје доприносе компанији Волт Дизни, примила је награду Дизни легенда 2011. године.
Радила је и за компанију Ворнер брос, где је позајмила глас Палчици, главној јунакињи истоименог филма из 1994. године. Такође је радила за продукцијске куће Јуниверсал анимејшон студио, Картун нетворк и Хана Барбера.
Од 1984. године у браку је са Рејом Бенсоном са којим има двоје деце: Делани и Макилни Бенсон.

## Улоге

### Филмографија
| Година | Наслов                                   | Улога             |
| ------ | ---------------------------------------- | ----------------- |
| 1991   |                                          | Полицајка         |
| 1997   | Caroline in the City                     | Мајка             |
| 2003   | The Brotherhood of Poland, New Hampshire | Хорска солисткиња |
| 2007   | Enchanted                                | Сем               |

### Гласовне улоге
| Година    | Наслов           | Улога                                  |
| --------- | ---------------- | -------------------------------------- |
| 1984      |                  | Ластелина мајка                        |
| 1989      |                  | Аријел                                 |
| 1990      |                  | Принцеза Арабела                       |
| 1991      |                  | Тула                                   |
| 1992      |                  | Барби                                  |
| 1992      | Пи Џеј           |                                        |
| 1992–1994 | (ТВ серија)      | Аријел                                 |
| 1994      |                  | Палчица                                |
| 1997      |                  | Вибо                                   |
| 1997      | Бел              |                                        |
| 1998      |                  | Ен Дароу                               |
| 1998      | споредне улоге   |                                        |
| 1998      | Јелена Тројанска |                                        |
| 1998      | Лола Песто       |                                        |
| 1999      |                  | Јелена Тројанска                       |
| 1999      | Барби            |                                        |
| 2000      |                  | Аријел                                 |
| 2000      | Асенат           |                                        |
| 2001      |                  | Маза                                   |
| 2001      | Аријел           |                                        |
| 2001      | Аријел, Бел      |                                        |
| 2001      | Плава вила       |                                        |
| 2002      |                  | Џена                                   |
| 2002      | Лени             |                                        |
| 2003      |                  | Анита                                  |
| 2003      | Лејла, Марта     |                                        |
| 2005      |                  | Џена                                   |
| 2005–2007 |                  | Петси Смајлс, Гђица Џејн До, Алмондина |
| 2008      |                  | Аријел                                 |
| 2010      |                  | Барби                                  |
| 2011      |                  | Џилијан                                |
| 2011      | Барби            |                                        |
| 2012      |                  | Вила исцелитељка                       |
| 2013      |                  | Аријел, Краљица Емалин                 |
| 2015      |                  | Наставница певања                      |
| 2016      |                  | Дијана                                 |
| 2018      |                  | Аријел                                 |
| 2019      |                  | Барби                                  |